# Jake E. Lee
Jakey Lou Williams, más conocido como Jake E. Lee (Norfolk, Virginia, 15 de febrero de 1957), es un guitarrista estadounidense de heavy metal, popular por su trabajo con Ozzy Osbourne.

## Inicios y educación
Lee tomó clases de piano cuando aún era un niño, y también solía tocar la guitarra de su hermano mayor. Después de descubrir a Jimi Hendrix, supo que quería ser un guitarrista de rock. Tocó en varias bandas en la preparatoria, y alcanzó a hacerse alguna fama en la escena musical de San Diego a finales de la década de 1970.

## Carrera

### Mickey Ratt y Ozzy Osbourne
En San Diego, Jake se unió a una banda llamada Mickey Ratt en 1980, la cual, años después, se convertiría en la popular banda de hard rock Ratt. Lee dejaría rápidamente esta agrupación para unirse a Rough Cutt, que en ese entonces eran producidos por Ronnie James Dio. Este, al ver el nivel de Jake, lo invitó a unirse a su banda. Sin embargo, fue en la agrupación del también ex-Black Sabbath, Ozzy Osbourne, donde Lee recalaría. Con Osbourne grabó dos álbumes, Bark at the Moon, de 1983, y The Ultimate Sin, de 1986. En 1987, Lee es despedido de la banda.

### Badlands, carrera en solitario y Red Cartel Dragon
Al año siguiente forma Badlands, junto a reconocidos músicos como el cantante Ray Gillen, el batería Eric Singer y el bajo Greg Chaisson. Debutan en 1989 con el álbum Badlands. En 1991 sacan al mercado Voodoo Highway, un álbum más orientado al sonido blues, y en 1998 lanzan Dusk.
Jake Lee también ha grabado álbumes en solitario. En 1996 lanza un trabajo instrumental llamado A Fine Pink Mist, que causó una buena impresión en la crítica, llegando a ser comparado con uno de los íconos entre los álbumes instrumentales: Surfin' With the Alien, de Joe Satriani.
En el nuevo milenio, Lee ha mantenido un bajo perfil, realizando solo algunas participaciones en álbumes de tributos, y colaborando con artistas como Rob Rock y Mandy Lion.
En 2005 lanza el disco Retraced, una recopilación de versiones de blues de entre los sesenta y setenta. En 2014 retornó a los escenarios con una nueva agrupación llamada Red Dragon Cartel.

## Vida personal
En octubre de 2024, Lee resultó herido de gravedad al recibir varios impactos de bala mientras paseaba a su perro de madrugada en Las Vegas. Se informó de que el suceso habría sido «completamente aleatorio» según las autoridades, y su mánager añadió que el guitarrista se recuperó en una unidad de cuidados intensivos de un disparo en el pecho que afectó al pulmón, otro en el brazo y un último en el pie, aunque se esperaba una recuperación total del suceso.

## Discografía

### Con Mickey Ratt
- The Garage Tape Days (2000)
- Rattus Erectus, In Your direction, Pre-Ratt Days (2007)

### Con Rough Cutt
- A Little Kidness, Used and Abused (1981)

### Con Ozzy Osbourne
- Bark at the Moon (1983)
- The Ultimate Sin (1986)

### Con Badlands
- Badlands (1989)
- Voodoo Highway (1991)
- Dusk (1999)

### Solo
- A Fine Pink Mist (1996)
- Retraced (2005)

### Con Red Dragon Cartel
- Red Dragon Cartel (2014)
- Patina (2018)